# Barrio Chino de Buenos Aires
Barrio Chino de Buenos Aires is de Chinese buurt van de Argentijnse hoofdstad Buenos Aires. De buurt heeft een paifang die gedoneerd is door Volksrepubliek China. Het ligt in twee buurten van Belgrano. Het heeft niet de hoogste percentage Aziaten van de stad. De buurt Flores heeft het hoogste percentage.
In deze Chinese buurt zijn verschillende Chinese restaurants, groenteboeren en een boeddhistische tempel te vinden. Het is het hart van de Chinese gemeenschap in Argentinië. De Chinese buurt ontstond in de jaren tachtige van de 20e eeuw, toen vele Taiwanezen zich in de buurt vestigden. De boeddhistische tempel heet Templo Budista Tzong Kuan en is een centrum van Chinees boeddhisme.
Elk jaar wordt hier Chinees Nieuwjaar gevierd met drakendans en versierde straten.